# Maria Obrenovici
Maria Obrenovici, född 1835, död 1876, mätress till furst Alexandru Ioan Cuza av Rumänien.  